# Flightline-Flug 101
Der Flightline-Flug 101 war ein internationaler Charterflug der Flightline vom Flughafen Barcelona-El Prat in Spanien zum Flughafen Oran Es Sénia in Algerien am 10. Oktober 2001, auf dem eine Swearingen SA226-AT Merlin IVA nach einem Blitzschlag abstürzte, worauf alle zehn Personen an Bord getötet wurden.

## Flugzeug
Bei der Maschine handelte es sich um eine 1976 gebaute Swearingen SA226-AT Merlin IVA mit der Werknummer AT-043. Die Maschine war zunächst mit dem US-amerikanischen Luftfahrzeugkennzeichen N5371M auf den Hersteller zugelassen, ehe sie an die Südafrikanischen Luftstreitkräfte ausgeliefert wurde, bei denen sie mit dem Kennzeichen 15 betrieben wurde. Im Juni 1983 wurde die Maschine weiterverkauft und war bei einem südafrikanischen Betreiber mit dem Kennzeichen ZS-LID in Betrieb. Danach war die Maschine noch in den USA mit dem Kennzeichen N814MM und in Frankreich als F-GGAF zugelassen. Zuletzt übernahm die Flightline die Maschine und ließ sie mit dem Kennzeichen EC-GDV zu.
Das zweimotorige Regionalverkehrsflugzeug war mit zwei Turboproptriebwerken des Typs Garrett TPE331-10UA-511G ausgestattet. Bis zum Zeitpunkt des Unfalls hatte die Maschine 11.950 Betriebsstunden absolviert.

## Besatzung und Passagiere
Den Flug von Barcelona nach Oran hatten acht Passagiere angetreten. Die Besatzung bestand aus einem Flugkapitän und einem Ersten Offizier.

## Unfallhergang
Die Maschine startete in Barcelona um 10:18 Uhr zu einem Flug nach Instrumentenflugregeln. Der Flug sollte über das Mittelmeer nach Oran in Algerien führen. Das Flugzeug sollte zunächst der spanischen Küste über Valencia und Alicante folgen und anschließend das Mittelmeer überfliegen. Wegen eines Gewitters mit starken Regenfällen auf der geplanten Route bat die Besatzung um Erlaubnis, nach links auszuweichen, um sich vom Sturm zu entfernen. Die Erlaubnis wurde erteilt, aber die Piloten flogen dennoch in ein Gebiet mit starken Turbulenzen und Regen ein. Es kam zu einem Instrumentenausfall, wobei die Stromversorgung vermutlich nach einem Blitzschlag verloren ging. Die Piloten verloren die Kontrolle über die Maschine und die Merlin stürzte ins Meer.

## Ursache
Die Unfallermittler kamen zu dem Ergebnis, dass, obwohl die Unfallursache nicht ermittelt werden konnte, unter Berücksichtigung der Umstände des Unfalls und der Vorgeschichte ähnlicher Ereignisse mit Flugzeugen des gleichen Typs davon ausgegangen werden könne, dass die wahrscheinliche Unfallursache ein Totalausfall der elektrischen Systeme war, welcher durch einen Blitzschlag mitten im Sturm verursacht wurde. Es sei möglich, dass der Blitzschlag andere Schäden am Flugzeug hervorgerufen hat. Als beitragende Faktoren wurden die starken Regenfälle und Turbulenzen sowie die damit verbundene mangelnde Sicht genannt.